# Ockraskinn
Ockraskinn (Thanatephorus fusisporus) är en svampart som först beskrevs av Joseph Schröter, och fick sitt nu gällande namn av Hauerslev & P. Roberts 1996. Ockraskinn ingår i släktet Thanatephorus och familjen Ceratobasidiaceae.  Arten är reproducerande i Sverige. Inga underarter finns listade i Catalogue of Life.